# Фобс-Гілл (Вашингтон)
Фобс-Гілл (англ. Fobes Hill) — переписна місцевість (CDP) в США, в окрузі Сногоміш штату Вашингтон. Населення — 2628 осіб (2020).

## Географія
Фобс-Гілл розташований за координатами 47°56′21″ пн. ш. 122°8′3″ зх. д. / 47.93917° пн. ш. 122.13417° зх. д. (47.939220, -122.134076).  За даними Бюро перепису населення США в 2010 році переписна місцевість мала площу 12,06 км², уся площа — суходіл.

## Демографія
Згідно з переписом 2010 року, у переписній місцевості мешкало 2418 осіб у 932 домогосподарствах у складі 696 родин. Густота населення становила 201 особа/км².  Було 975 помешкань (81/км²).
Расовий склад населення:
| - 95,0 % — білих - 1,0 % — азіатів - 0,7 % — корінних американців - 0,2 % — вихідців з тихоокеанських островів - 0,2 % — чорних або афроамериканців - 1,2 % — осіб інших рас |

До двох чи більше рас належало 1,7 %. Частка іспаномовних становила 2,3 % від усіх жителів.
За віковим діапазоном населення розподілялося таким чином: 20,5 % — особи молодші 18 років, 65,0 % — особи у віці 18—64 років, 14,5 % — особи у віці 65 років та старші. Медіана віку мешканця становила 46,6 року. На 100 осіб жіночої статі у переписній місцевості припадало 101,5 чоловіків;  на 100 жінок у віці від 18 років та старших — 101,0 чоловіків також старших 18 років.
Середній дохід на одне домашнє господарство  становив 93 145 доларів США (медіана — 73 050), а середній дохід на одну сім'ю — 117 815 доларів (медіана — 112 153). Медіана доходів становила 59 583 долари для чоловіків та 48 056 доларів для жінок. За межею бідності перебувало 9,6 % осіб, у тому числі 10,1 % дітей у віці до 18 років та 12,3 % осіб у віці 65 років та старших.
Цивільне працевлаштоване населення становило 1351 осіб. Основні галузі зайнятості: освіта, охорона здоров'я та соціальна допомога — 19,6 %, роздрібна торгівля — 16,5 %, науковці, спеціалісти, менеджери — 15,5 %.